# Mozzo (BG)
Mozzo é uma comuna italiana da região da Lombardia, província de Bérgamo, com cerca de 6.853 habitantes. Estende-se por uma área de 3 km², tendo uma densidade populacional de 2284 hab/km². Faz fronteira com Bergamo, Curno, Ponte San Pietro, Valbrembo.

## Demografia
| Variação demográfica do município entre 1861 e 2011                               |
|                                                                                   |
| Fonte: Istituto Nazionale di Statistica (ISTAT) - Elaboração gráfica da Wikipedia |